# Vláda Karla Kramáře
Vláda Karla Kramáře existovala od 14. listopadu 1918 až do 8. července 1919. Byla první vládou Všenárodní koalice. Ve vládě byly zastoupeny všechny strany, které tehdy působily v Revolučním národním shromáždění. Předsedou vlády se stal státoprávní demokrat Karel Kramář, vůdčí osobnost I. odboje. Součástí vlády byly strany Českomoravská strana agrární, Českoslovanská sociálně demokratická strana dělnická, Česká státoprávní demokracie a Česká strana národně sociální. Klerikálním stranám bylo přiděleno ministerstvo bez portfeje. Ve vládě existovalo Ministerstvo národní obrany (vedl ho Václav Klofáč) i Ministerstvo vojenství (Milan Rastislav Štefánik). První jmenované mělo na starosti domácí vojsko, druhé zahraniční legie.
Vláda podala demisi po volbách do obecních zastupitelstev v roce 1919, v nichž Kramářova národní demokracie utrpěla porážku. Byla následována první vládou Vlastimila Tusara.

## Poměr sil ve vládě

### Počet ministrů
| - ČsSA      | 4 |
| - ČStD      | 3 |
| - ČSDSD     | 3 |
| - ČSNS      | 3 |
| - nezávislí | 2 |
| - KSNM      | 1 |
| - SNS       | 1 |

## Složení vlády
| Strana                       | Strana                                                                               | Portfej                           | Ministr            | Nástup do úřadu    | Odchod z úřadu   |
| ---------------------------- | ------------------------------------------------------------------------------------ | --------------------------------- | ------------------ | ------------------ | ---------------- |
|                              | Česká státoprávní demokracie (od 1919 Československá národní demokracie)             | Ministerský předseda              | Karel Kramář       | 14. listopadu 1918 | 8. července 1919 |
| Ministr financí              | Česká státoprávní demokracie (od 1919 Československá národní demokracie)             | Alois Rašín                       | 14. listopadu 1918 | 8. července 1919   |                  |
| Ministr obchodu              | Česká státoprávní demokracie (od 1919 Československá národní demokracie)             | Adolf Stránský                    | 14. listopadu 1918 | 8. července 1919   |                  |
|                              | Českomoravská strana agrární (od 1919 Republikánská strana československého venkova) | Ministr vnitra                    | Antonín Švehla     | 14. listopadu 1918 | 8. července 1919 |
| Ministr železnic             | Českomoravská strana agrární (od 1919 Republikánská strana československého venkova) | Isidor Zahradník                  | 14. listopadu 1918 | 8. července 1919   |                  |
| Ministr veřejných prací      | Českomoravská strana agrární (od 1919 Republikánská strana československého venkova) | František Staněk                  | 14. listopadu 1918 | 8. července 1919   |                  |
| Ministr zemědělství          | Českomoravská strana agrární (od 1919 Republikánská strana československého venkova) | Karel Prášek                      | 14. listopadu 1918 | 8. července 1919   |                  |
|                              | Českoslovanská sociálně demokratická strana dělnická                                 | Ministr školství a národní osvěty | Gustav Habrman     | 14. listopadu 1918 | 8. července 1919 |
| Ministr spravedlnosti        | Českoslovanská sociálně demokratická strana dělnická                                 | František Soukup                  | 14. listopadu 1918 | 8. července 1919   |                  |
| Ministr sociální péče        | Českoslovanská sociálně demokratická strana dělnická                                 | Lev Winter                        | 14. listopadu 1918 | 8. července 1919   |                  |
|                              | Československá strana socialistická                                                  | Ministr národní obrany            | Václav Klofáč      | 14. listopadu 1918 | 8. července 1919 |
| Ministr pošt a telegrafů     | Československá strana socialistická                                                  | Jiří Stříbrný                     | 14. listopadu 1918 | 8. července 1919   |                  |
| Ministr výživy lidu          | Československá strana socialistická                                                  | Bohuslav Vrbenský                 | 14. listopadu 1918 | 8. července 1919   |                  |
|                              | Katolická národní strana na Moravě (od 1919 Československá strana lidová)            | Ministr bez portfeje              | Mořic Hruban       | 14. listopadu 1918 | 8. července 1919 |
|                              | Slovenská národní strana                                                             | Ministr zdravotnictví             | Vavro Šrobár       | 14. listopadu 1918 | 8. července 1919 |
| Ministr pro správu Slovenska | Slovenská národní strana                                                             |                                   | Vavro Šrobár       | 14. listopadu 1918 | 8. července 1919 |
|                              | Nestraničtí ministři                                                                 | Ministr zahraničních věcí         | Edvard Beneš       | 14. listopadu 1918 | 8. července 1919 |
| Ministr vojenství            | Nestraničtí ministři                                                                 | Milan Rastislav Štefánik          | 14. listopadu 1918 | 4. května 1919     |                  |